# Гірник Роман Романович
Роман Романович Гірник (нар. 1 листопада 1954, Львів — пом. 12 травня 2000, там само) — радянський футболіст, український футбольний функціонер. Нападник, виступав за «Карпати» (Львів), «Спартак» (Івано-Франківськ), «Автомобіліст» (Львів), «Хімік» (Дрогобич). Президент ФК «Карпати» Львів (1994—1996).

## Життєпис
Навчався у Львівському лісотехнічному інституті.
Технічний нападник з хорошим ударом.
Після завершення кар'єри став підприємцем. Президент «Карпат» (Львів) з листопада 1994 до 23 вересня 1996 року.

### Убивство
12 травня 2000 пізно ввечері Роман Гірник разом із знайомою під'їхав на машині «Вольво» до власного будинку на вулиці Козацькій. Коли автомобіль зупинився перед зачиненими воротами, до нього підійшов невідомий і кілька разів вистрілив із пістолета в груди колишньому спортсмену. Від отриманих ран Гірник помер на місці, а вбивця з місця злочину втік.

## Вшанування пам'яті
У Львові проводили турнір серед ветеранів пам'яті Романа Гірника.
Похований на 49-му полі Личаківського цвинтаря у Львові.